# Cataclysta pusillalis
Cataclysta pusillalis là một loài bướm đêm trong họ Crambidae.